# کندو (عسل)

کندوی عسل

کندوی عسل

کندو محل زندگی یا خانه زنبورعسل است. در کندو زنبوران به صورت اجتماعی زندگی می‌کنند. همچنین کندو انبار یا فضایی است برای ذخیره غذایی جمعیت، برای مصرف زمستانی آن و زمانی که به دلیل عوامل و شرایط نامساعد از شهد و گرده در دسترس نباشد. در هر کندو، یک جمعیت یا کلنی شامل یک ملکه، ۱۰۰ تا چند هزار زنبور نر و ۳۰۰۰ هزار تا ۷۰ هزار زنبور ماده (کارگر) زندگی می‌کنند.

## انواع کندوها

### کندوهای اولیه
مصری‌های باستان اولین کسانی هستند که کندوهای مصنوعی ساختند و پس از آن یونانی‌ها و رومی‌ها این کار را انجام دادند. در گذشته کندوها به صورت استوانه‌ای شکل و افقی بوده و از گل و سفال و خیزران و شاخه درخت اقاقیا یا رشته‌های به هم بافته از شاخ و برگ نرم درختان بید مجنون ویا مدفوع گاو ویا از چوب ساخته می‌شدند و امروزه نیز بسیاری از کشورهای آفریقایی و آمریکای جنوبی این نوع کندوهای افقی را همچنان به کار می‌برند، اما در کشورهای دیگر کندوهای عمودی رایج بوده‌اند.
کندوی گلی : این کندو همانند یک کوزه بوده که از طرف دارای سوراخ کوچکی به منظور ورود و خروج زنبورها و قسمت پشتی قابل بازنمودن به منظور برداشت انگبین.
کندوی درختی: ساختمان این کندو همانند کندوهای گلی بوده با این تفاوت که یک تنه درخت را خالی نموده و از آن استفاده می‌کنند.
کندوی حلبی : این نوع کندو در کشورهای آفریقایی بیشترین کاربرد را دارد. در ایران نیز هنوز هم زنبورداران از آن استفاده می‌کنند.
کندوی پلاستیکی : این نوع کندو معمولاً سه جداره می‌باشند، دو جداره پلاستیک و یک لایه فوم.

## کندوی مدرن
در دهه ۱۸۶۰ میلادی لانگستروت اولین کندوی مدرن را طراحی نمود. مهم‌ترین تفاوت این کندو با کندوی‌های بومی متحرک بودنشان است.
کندوی هوشمند:

برای بهره‌وری هر بیشتر کلنی‌ها زنبورعسل و نجات زنبوران، تکنولوژی به نام کندوی هوشمند اختراع شد. اصلی‌ترین بخشی‌ترین بخشی که در عملکرد کندوی هوشمند(برقی) می‌درخشد، هوش مصنوعی آن‌هاست که از هوش طبیعی زنبورعسل الهام گرفته شده است. در این روش تا می‌توان کارهای که در داخل کندو توسط زنبوران انجام می‌شود، به سیستم‌های الکترونیکی محول می‌شود. تا تمام شرایط لازم برای افزایش راندمان تولیدات زنبورعسل و افزایش گرده افشانی گیاهان را فراهم کرده و باعث کاهش بیماری‌ها و تلفات زمستانی شود. 

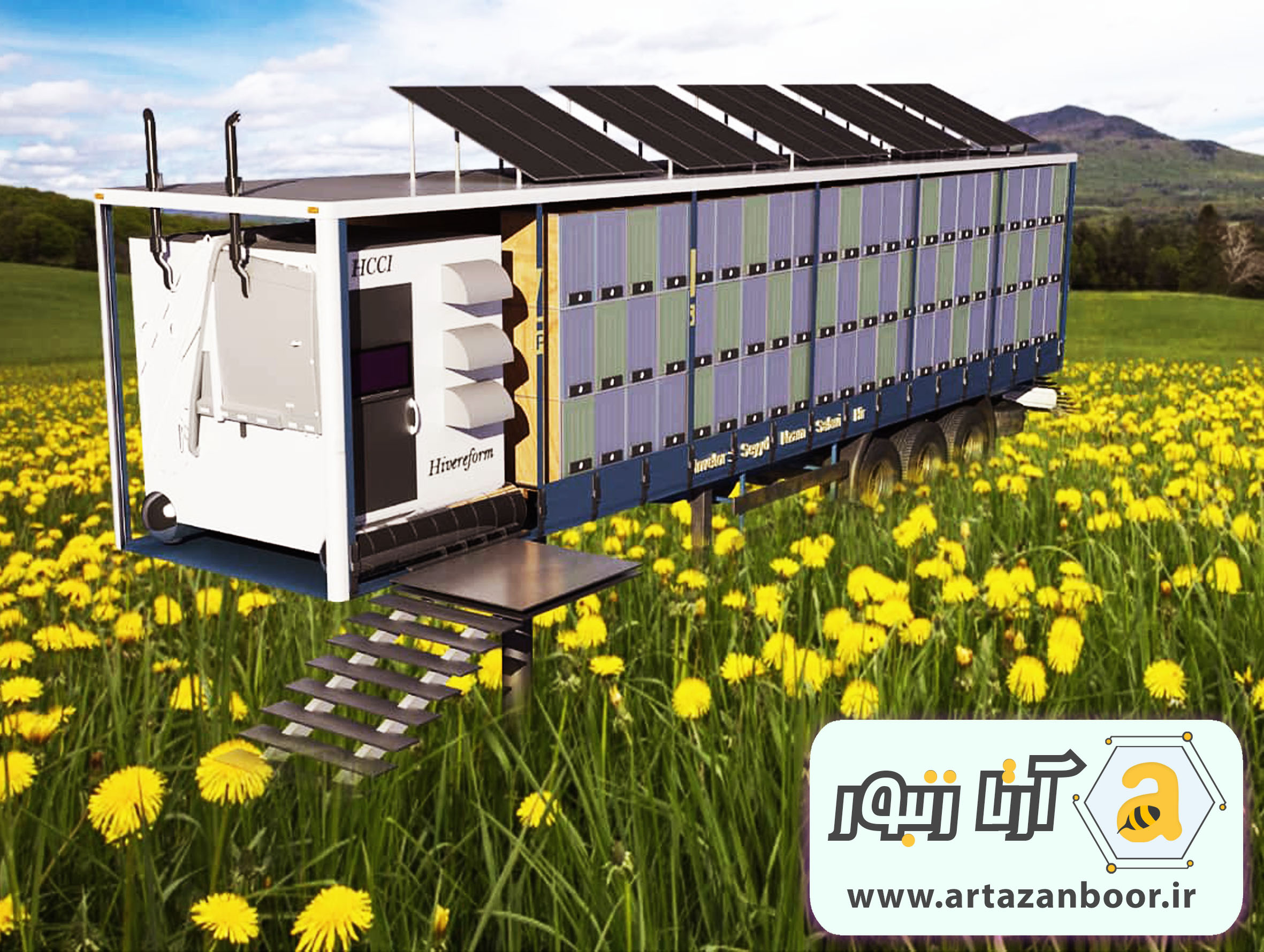

## تاریخچه اختراع کندوی هوشمند کاربردی
اولین کندوی هوشمند کاربردی که توانست، با موفقیت باعث افزایش تولید محصول عسل و کاهش تلفات زنبورعسل شود. توسط سید نظام صفوی هیر در تاریخ ۱۳۹۰/۰۵/۲۶ با عنوان کندوی دیجیتالی ثبت قطعی شد.

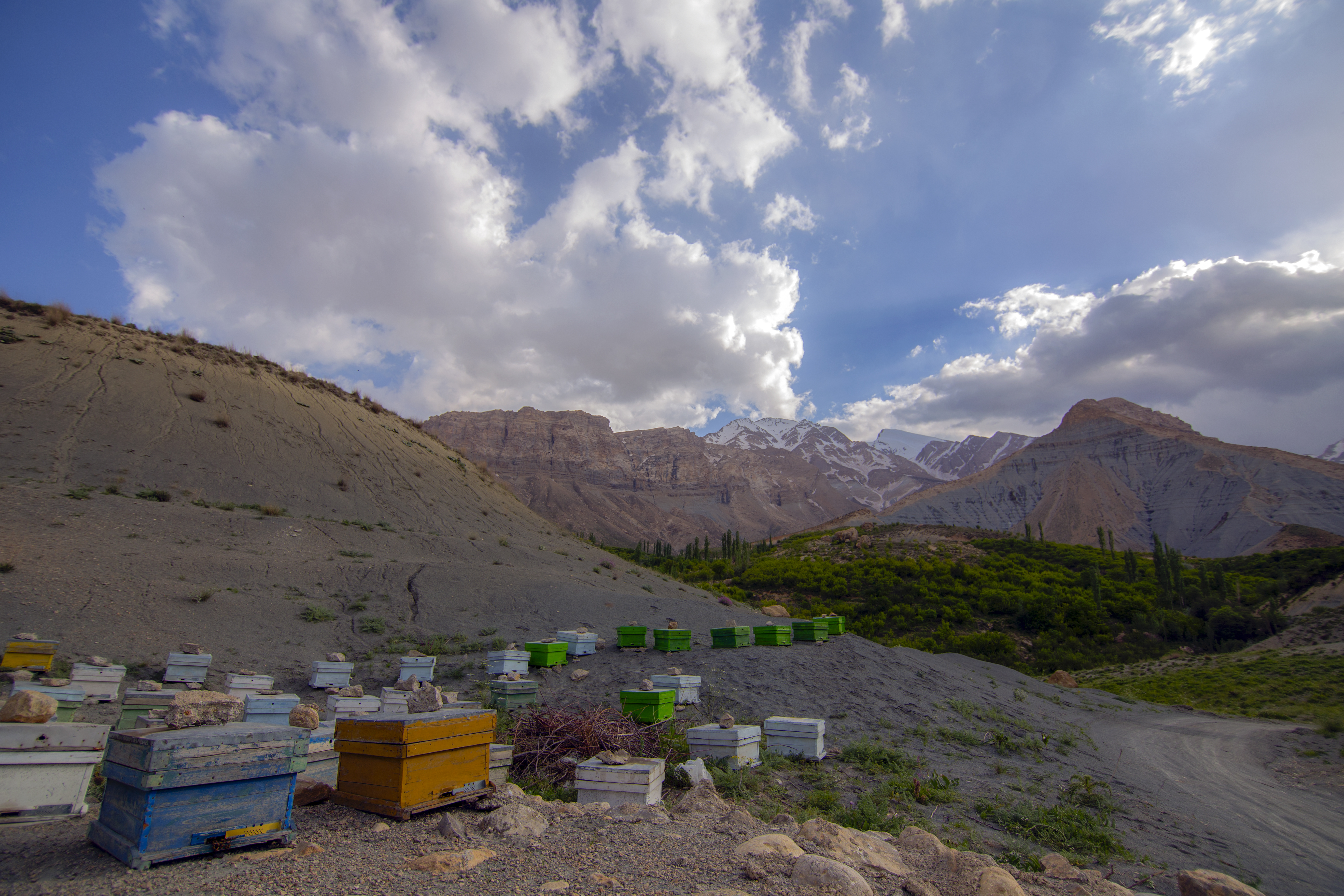
کندوهای زنبورعسل در منطقه خفر پادنا